# Овезмурад Дыкма Сердар
Овезмурад Дыкма Сердар (туркм. Öwezmyrat Dykma Serdar; 1825, Беурма — 16 июня 1882/1884, Бами, Российская Империя) — известный представитель  военно-племенной знати Туркменистана в XIX веке. Один из основных лидеров вооруженного противостояния Ахалтекинским экспедициям Российской императорской армии, руководитель обороны крепости Гёкдепе с 1880 по 1881 года.

## Биография
Родился в 1825 году  в племени теке в селе Беурма в окрестностях Бахардена в прегорьях Копет-Дага. Его отец — Мамед Назар — был самый богатый и уважаемый житель данного села. Согласно источникам, родовая линия Овезмурада выглядела следующим образом: теке–утамыш–сычмаз–багаджа–дыкма.
Ещё будучи ребенком потерял своего отца, а свои первые набеги (аламаны) устраивал в подростковом возрасте. В молодости возглавлял вооружённые набеги на персидские провинции Хорасан и Мазендеран. В 1843 году со своим отрядом устроил аламан на караван из Тегерана в Мешхед, а во время Каракалинской битвы захватил иранскую пушку, установив её позднее в крепости Гёк-Тепе. Согласно некоторым источникам, в конце 1850-х годов был захвачен персидскими войсками и заключён в тюрьму Боджнурда (на территории современного северо-восточного Ирана). Его освобождение стало возможным благодаря смелой экспедиции его соплеменника Нурберды-хана, который позже стал главным лидером Ахала. По другим сведениям, его отряд некоторое время служил наёмной охраной Кокандского хана, а после его смерти стал одним из лидеров сопротивления российским военным экспедициям под командованием генералов Ломакина и Скобелева.

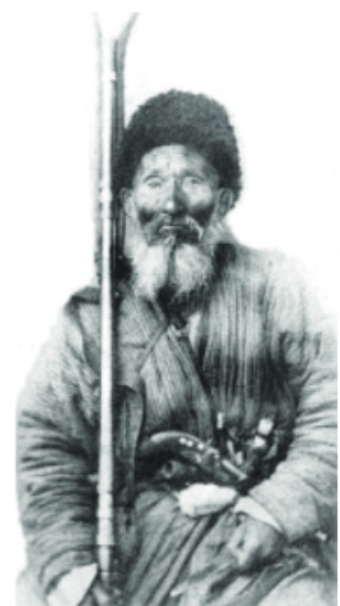
Дыкма Сердар с ружьём.

С 1860 по 1880 годы активно участвовал в укреплении политического и военного единства племени теке и утверждении их гегемонии в Ахалском и Мервском оазисах (нынешний южный Туркменистан). Тогда же он отличился храбростью при захвате крепостей Пири и Халва-Чешмше, а также набегах на Кучан и Эсферайен. По воспоминаниям российских чиновников, Дыкма Сердар в своих битвах и походах снискал славу храброго и мудрого командира, обладавшего независимым характером и чувством справедливости. Также, по их утверждению, он неоднократно захватывал лагеря в Михайловском заливе неподалеку от форта Красноводска (ныне город Туркменбаши).
В 1879 году начал переговоры с российскими войсками от имени племени теке и предложил себя в качестве заложника. Находясь среди царских войск, изучил их военную организацию, вооружение и размещение войск, что помогло ему в дальнейшем при организации обороны крепости Гёкдепе. Однако, несмотря на традицию туркмен отступать в пески перед лицом превосходящих сил врага, решил обороняться в крепости, что многие считают стратегической ошибкой. По другим данным, это решение было принято под влиянием религиозного лидера Курбанмурад-ишана. По воспоминаниям начальников русского войска, Дыкма Сердар отсылал генералам в мешке головы посланцев от них, прикладывая к ним письма, содержащие бранные слова. Под его руководством был разбит гарнизон Дингиль-тепе на четыре части, каждая из которых оборонялась полководцами текинцев под руководством Мурад-хана на юге и Ихти-Сердара на севере. Со временем защита стала ослабевать. А под конец 1880 года крепость Гёкдепе была взята российскими войсками. В это время Дыкма Сердар потерял своего первого сына и вынужден был оставить крепость.
После поражения в битве при Гёкдепе и отказа жителей Мерва принимать в дальнейшем сопротивлении Дыкма Сердар был вынужден  сдаться генералу Скобелеву и присягнуть на верность династии Романовых. В мае 1881 года по приглашению Александра III посетил Астрахань, Москву и Санкт-Петербург, где был принят императором, получил чин майора милиции и титул потомственного дворянина. Тогда же 23 мая 1881 года он произнёс речь, в которой заявил, что его соплеменники согласны на то, чтобы остаться верноподданными Белого Царя. В дополнение к чину майора милиции он получил саблю и золотые часы с цепочкой, а также ему было назначено постоянное жалованье в размере 660 рублей в год. В июне 1881 года по разрешению Александра III он вернулся в Ахалтекинский оазис.
Скончался 16 июня 1882 года (по другим данным в 1884 году) в селе Бами. Причиной этому послужило ухудшение здоровья после ранения в правую сторону груди. Сам же Дыкма Сердар при встрече с императором заявлял, что имеет не одно, а два ранения, второе из них было нанесено в ногу.

## Наследие
В документах, описывающих Первую и Вторую Ахалтекинскую экспедиции, часто отмечали Дыкма Сердара как необыкновенного, щедро одарённого талантами военачальника, дипломата и политика, обладавшего большой личной храбростью и недюжинным умом. Его слава известна не только среди соплеменников в лице текинцев, но и также среди других туркменских племён.
Второй по счёту сын Дыкма Сердара — Ораз Сердар Дыкма-Сердар оглы — продолжил дело своего отца. Возглавил Туркменский конный дивизион в составе вооруженных сил юга России, который во времена Гражданской войны воевал на стороне Белой армии. После установления Советской власти эмигрировал в Европу, прожив остаток своей жизни в Белграде, где и умер в 1929 году.